# 羅哈利
50°11′37″N 24°22′23″E / 50.19361°N 24.37306°E
羅哈利（羅馬化：Rohali）是烏克蘭的村莊，位於該國西部利沃夫州，由舍普季茨基區多布羅特維爾市鎮負責管轄，始建於1300年，面積0.16平方公里，2001年人口120，人口密度每平方公里184.05人。